# Aponévrose glutéale
L'aponévrose glutéale (ou aponévrose fessière ou fascia glutéal) est la membrane fibreuse qui recouvre les muscles de la région glutéale.

## Structure
L'aponévrose glutéale s'insère sur la crête iliaque, le sacrum et le coccyx. Elle s'étend jusqu'au tractus ilio-tibial.
Elle est épaisse au niveau de la portion antérieure du muscle moyen glutéal. Le long du bord antérieur du muscle grand glutéal, elle se divise en trois feuillets.
Les deux feuillets superficiel et moyen enveloppent les deux faces du muscle grand glutéal.
Le feuillet profond, plus mince, recouvre de haut en bas la partie postérieure du muscle moyen glutéal et les muscles pelvi-trochantériens. Il est interrompu au dessus et en dessous du muscle piriforme pour permettre le passage de pédicules vasculo-nerveux.